# Даяошаньский тоннель
Даяошань суйдао (кит. 大瑶山隧道) — тоннель находящийся на линии железной дороги Пекин-Гуанчжоу (Цзингуанская дорога) между станциями Лэчан и Пинши в провинции Гуандун. Общая протяжённость составляет 14 295 м, открыт 6 мая 1987 года. На момент открытия «Даяошань» был самым длинным двухпутным тоннелем в Китае, однако по состоянию на начало 2015 года он опустился уже на 14-е место. Среди железнодорожных тоннелей мира Даяошань находится в конце пятого десятка по длине, но на момент открытия он был 13-м.